# Lanche di Gerra Gavazzi e Runate
Lanche di Gerra Gavazzi e Runate este o arie protejată (arie specială de conservare — SAC, sit de importanță comunitară — SCI) din Italia întinsă pe o suprafață de 158 ha, integral pe uscat.

## Localizare
Centrul sitului Lanche di Gerra Gavazzi e Runate este situat la coordonatele 45°10′15″N 10°21′10″E / 45.170833°N 10.352778°E.

## Înființare
Situl Lanche di Gerra Gavazzi e Runate a fost declarat sit de importanță comunitară în iunie 1995 pentru a proteja 44 de specii de animale. Situl a fost protejat și ca arie specială de conservare în iulie 2016.

## Biodiversitate
Situată în ecoregiunea continentală, aria protejată conține 4 habitate naturale: Mlaștini alcaline, Râuri cu maluri nămoloase cu vegetație de Chenopodion rubri p.p. și Bidention p.p., Păduri aluvionare cu Alnus glutinosa și Fraxinus excelsior (Alno-Padion, Alnion incanae, Salicion albae), Lacuri eutrofice naturale cu vegetație de tip Magnopotamion sau Hydrocharition.
La baza desemnării sitului se află mai multe specii protejate:
- păsări (37): uliu păsărar (Accipiter nisus), lăcar-de-mlaștină (Acrocephalus palustris), ciocârlie-de-câmp (Alauda arvensis), pescăruș albastru (Alcedo atthis), rață pitică (Anas crecca), rață mare (Anas platyrhynchos), stârc cenușiu (Ardea cinerea), stârc roșu (Ardea purpurea), ciuf-de-pădure (Asio otus), șorecarul comun (Buteo buteo), porumbel gulerat (Columba palumbus), cioară neagră (Corvus corone), prepeliță (Coturnix coturnix), ciocănitoare pestriță mare (Dendrocopos major), egretă mică (Egretta garzetta), cinteză (Fringilla coelebs), lișiță (Fulica atra), becațină comună (Gallinago gallinago), găinușă de baltă (Gallinula chloropus), stârc pitic (Ixobrychus minutus), pescăruș râzător (Larus ridibundus), prigoare (Merops apiaster), gaia neagră (Milvus migrans), stârc de noapte (Nycticorax nycticorax), vrabie (Passer domesticus), vrabie de câmp (Passer montanus), fazan (Phasianus colchicus), coțofană (Pica pica), rață cârâitoare (Spatula querquedula), guguștiuc (Streptopelia decaocto), turturică (Streptopelia turtur), graur (Sturnus vulgaris), sturzul viilor (Turdus iliacus), mierlă (Turdus merula), sturz-cântător (Turdus philomelos), sturz (Turdus pilaris), nagâț (Vanellus vanellus)
- amfibieni (1): Rana latastei
- nevertebrate (2): fluturele purpuriu (Lycaena dispar), Osmoderma eremita
- pești (4): Barbus plebejus, Chondrostoma soetta, Cobitis bilineata, Protochondrostoma genei

Pe lângă speciile protejate, pe teritoriul sitului au mai fost identificate 16 specii de plante, 3 specii de amfibieni, 9 specii de mamifere, 3 specii de nevertebrate, 2 specii de pești, 6 specii de reptile.